# Георги Валавани
Георги Валавани е арумънски хайдутин от XVII век.

## Биография
Роден е около средата на XVII век в берското арумънско (влашко) Доляни, днес Кумария, Гърция. Става известен харамбашия и дружината му наброява 20 - 30 души. Няма данни от кога е хайдутин, но за пръв път се споменава в април 1681 година. Действа в Берско и Негушко. Валавани е заловен от Ебу Бекир ага. Пред съда отказва да се признае за виновен и са извикани свиделите Димче Стаматиу, Коста Диму, Георги Стою, Мано Павлу, Стеря Йоану и Атанас Педжу, които го обявяват за прочут хайдутин, вършил грабежи, палежи и убийства. Обесен е на 3 декември 1686 година.
Чета на Валавани
| Име             | От        | Околия    | Обесен           |
| --------------- | --------- | --------- | ---------------- |
| Стоян Никола    | Деспотица | Берско    | 28 април 1681 г. |
| Пройо Стоян     | Брайнат   | Берско    | 28 април 1681 г. |
| Димо Хрисостомо | Брайнат   | Берско    | 28 април 1681 г. |
| Стойко Пано     | Козлукьой | Кайлярско | 18 май 1681 г.   |
| Апостол Георги  | Негуш     | Берско    | 20 юли 1681 г.   |
| Димче           |           |           |                  |
| Фоти            |           |           |                  |